# Smicromyrme
Smicromyrme is een geslacht van vliesvleugelige insecten van de familie Mierwespen (Mutillidae).

## Soorten
- S. asinarensis Pagliano & Strumia, 2007
- S. ausonius Invrea, 1950
- S. borceai Nagy, 1968
- S. castrensis Invrea, 1954
- S. ceballosi Suarez, 1959
- S. coracinus Lelej, 1985
- S. cristinae Lo Cascio, 2000
- S. esterinus Pagliano, 1983
- S. fasciaticollis (Spinola, 1843)
- S. ferdinandi Invrea, 1952
- S. inermus Schwartz, 1984
- S. matritensis (Mercet, 1905)
- S. mauromoustakisi Invrea, 1940
- S. melanolepis (Costa, 1884)
- S. merceti (Andre, 1903)
- S. metanotalis (Andre, 1902)
- S. novaki Invrea, 1954
- S. opistomelas Invrea, 1950
- S. partitus (Klug, 1835)
- S. perisii (Sichel & Radoszkowski, 1870)
- S. pilisensis Muskovits & Lelej, 2010
- S. plantourianus Schwartz, 1986
- S. pseudoorientalis Nonveiller, 1979
- S. pulawskii Suarez, 1975
- S. riparius Nagy, 1966
- S. ruficollis (Fabricius, 1793)
- S. rufipes

Gewone mierwesp (Fabricius, 1787)
- S. schwarzi Suarez, 1975

- S. sertus (Radoszkowski, 1885)
- S. sicanus (De Stefani, 1887)
- S. stepposus Lelej, 1984
- S. suberratus Invrea, 1957
- S. sulcisius Invrea, 1955
- S. terricola Nagy, 1972
- S. triangularis (Radoszkowski, 1865)
- S. trinotatus (Costa, 1858)
- S. tristis Lelej, 1984
- S. tumidulus Nagy, 1972
- S. turanicus (F. Morawitz, 1893)
- S. verhoeffi Suarez, 1959
- S. viktorovi Lelej, 1984
- S. vladani Nonveiller, 1972